# James W. Throckmorton
James Webb Throckmorton  (21 de fevereiro de 1825 — 21 de abril de 1894) foi 12º governador do Texas, 9 de agosto de 1866 a 8 de agosto de 1867.